# بخش هانتینگتون (شهرستان گالیا، اوهایو)
بخش هانتینگتون (به انگلیسی: Huntington Township) یک منطقهٔ مسکونی در ایالات متحده آمریکا است که در شهرستان گالیا، اوهایو واقع شده‌است.
 بخش هانتینگتون ۹۵٫۵ کیلومتر مربع مساحت و ۱٬۴۴۲ نفر جمعیت دارد و ۲۰۱ متر بالاتر از سطح دریا واقع شده‌است.